# Karczewizna
Karczewizna (prononciation : [kart͡ʂɛˈvizna]) est un village de polonais, situé dans la gmina de Łochów de la Powiat de Węgrów et dans la voïvodie de Mazovie dans le centre-est de la Pologne.
Il se situe à environ 7 kilomètres au nord-est de Łochów, 20 kilomètres au nord-ouest de Węgrów et à 62 kilomètres au nord-est de Varsovie.